# Тухенбах
Тухенбах (нім. Tuchenbach) — громада в Німеччині, розташована в землі Баварія. Підпорядковується адміністративному округу Середня Франконія. Входить до складу району Фюрт. Складова частина об'єднання громад Оберміхельбах-Тухенбах.
Площа — 6,50 км2. Населення становить 1397 ос. (станом на 31 грудня 2020).